# Eugene Allen
Eugene Charles Allen (14 de julio de 1919-31 de marzo de 2010) fue un camarero y  mayordomo estadounidense. Trabajó para la Casa Blanca durante 34 años hasta que se jubiló en 1986. Sirvió a ocho presidentes de los Estados Unidos.  La vida de Allen fue la inspiración para la película The Butler, estrenada en 2013.
Allen nació en Scottsville, Virginia, el 14 de julio de 1919. No recibió educación formal. Empezó a trabajar como camarero en un club de billar. Comenzó a trabajar en la Casa Blanca en 1952.
Allen alcanzó el puesto más prestigioso entre los mayordomos de la Casa Blanca, maître d'hôtel, en 1981 durante la presidencia de Ronald Reagan. Reagan invitó a Allen y su esposa Helene a una cena de estado en honor a Helmut Kohl en la Casa Blanca. Allen fue el primer mayordomo de la Casa Blanca en ser invitado a una cena de estado.
Allen conoció a su esposa Helene en 1942. Tenían un hijo, Charles Allen. Helene quería votar por Barack Obama en 2008, pero murió el día antes de las elecciones, el 3 de noviembre de 2008.
Allen murió en un hospital de Takoma Park, Maryland, de una insuficiencia renal. Tenía 90 años.